# La Vie (Marc Chagall)
La Vie (deutsch Das Leben) ist ein Gemälde des russisch-französischen Malers Marc Chagall aus dem Jahr 1964. Chagall malte das Bild im Auftrag von Marguerite und Aimé Maeght für ihre 1964 gegründete Fondation Maeght.
Das 296 × 406 cm große Ölgemälde mischt Ereignisse aus dem Leben des Malers mit seinen Träumen: den Großvater, der ein Rabbi war, die Heirat mit Bella, die Geburt der Tochter Ida, die Flucht aus Russland im Pferdewagen, die Flucht nach Amerika im Schiff, Musiker, Akrobaten und Tänzer, Paris in Blau und schließlich der Maler mit seiner Palette.